# Jolanta Helena cieszyńska
Jolanta Helena (ur. ok. 1331, zm. 20 marca 1403) – księżniczka cieszyńska z dynastii Piastów, ksieni klarysek w Krakowie.
Córka księcia cieszyńskiego Kazimierza I i Eufemii, córki księcia czerskiego Trojdena I.

## Życiorys
Jolanta Helena miała realizować kościelną karierę, podobnie jak liczna grupa rodzeństwa, którą Kazimierz I oddał do stanu duchownego. Jej młodsza siostra Elżbieta wstąpiła do cysterek trzebnickich, brat Siemowit dołączył do zgromadzenia joannitów, natomiast bracia Bolesław i Jan zaczynali jako klerycy w diecezji wrocławskiej.
Jolanta Helena wstąpiła do krakowskiego zakonu klarysek przy kościele św. Andrzeja, gdzie od 1361 aż do swej śmierci w 1403 pełniła funkcję ksieni klasztoru. Jej ciało spoczęło w pobliskim kościele.